# 多度津藩
多度津藩（たどつはん）は丸亀藩の支藩である。多度津周辺（香川県仲多度郡多度津町）で1万石を領し、多度津に陣屋を構えた（前半は丸亀城内に居館を置いた）。

## 藩史
丸亀藩3代藩主の高或が3歳で藩主となったため、庶兄である高通を後見人として幕府に分封を願い出た。1694年（元禄7年）1万石の分封が認められ、多度津藩が成立した。後見人とはいえ高通自身も4歳での封襲であったため、陣屋は構えず、丸亀城内に居館を置いた。高通は1711年（正徳元年）になって実質的に多度津藩主として政務を執った。その後、3代高文まで丸亀城内に居住した。
4代高賢は1827年（文政10年）3月、幕府に陣屋の建設を願い出て認められ、その年11月に陣屋を構えた。
1871年（明治4年）廃藩置県により倉敷県となる。その後、名東県を経て香川県に編入された。

## 遺構

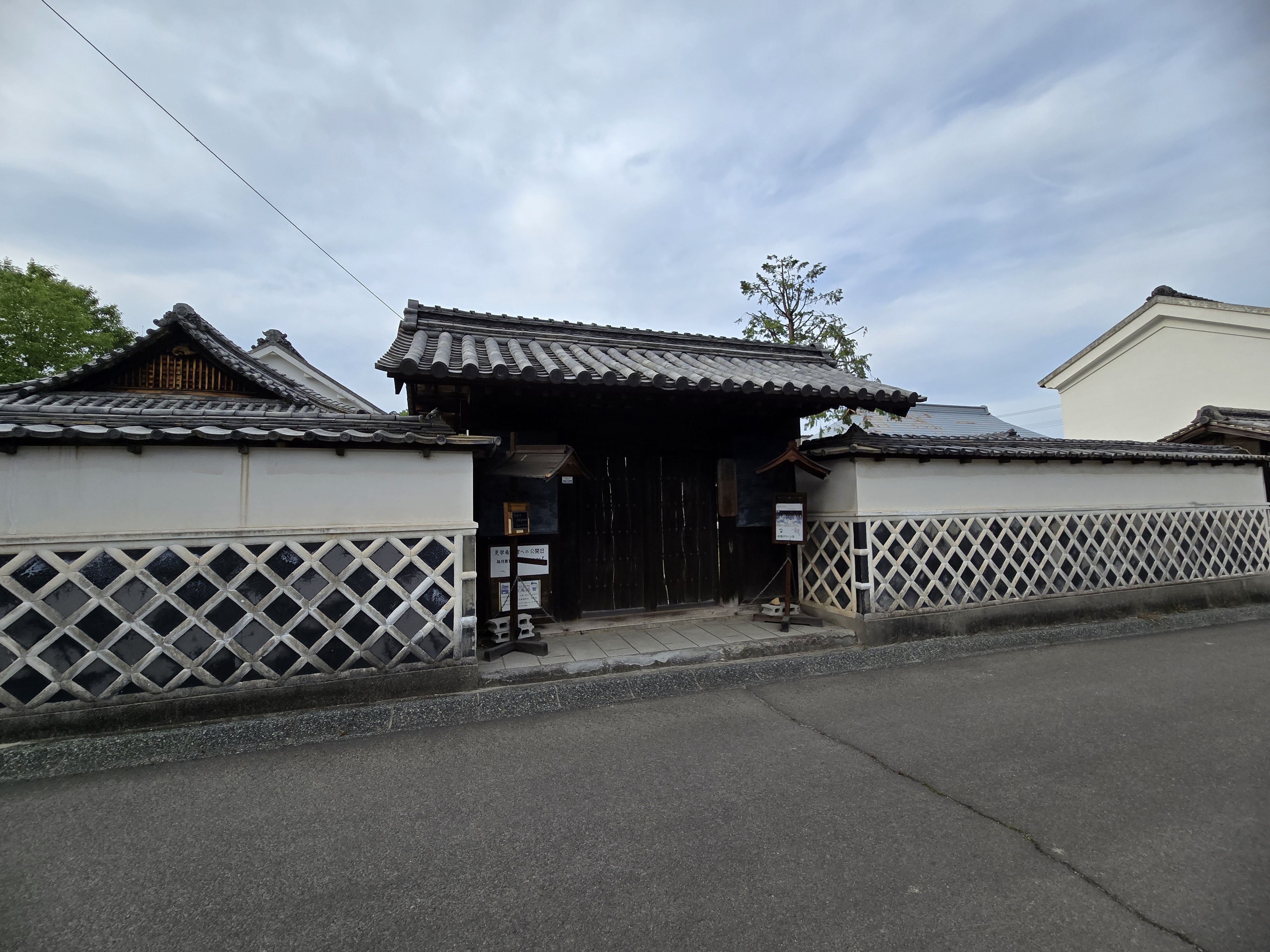
林求馬邸

宇多津町の西光寺に残る「船屋形茶室」は、多度津藩の御座船「日吉丸」の上部構造物を移築したものであり、ほとんど現存しない江戸時代の御座船の姿を残すものとして大変貴重である。

## 歴代多度津藩主
京極家
外様 1万石
1. 高通
2. 高慶
3. 高文
4. 高賢
5. 高琢
6. 高典

### 多度津藩領（幕末時）
讃岐国
三野郡のうち - 5村(大見・松崎・神田(こうだ)・羽方・上之村)
多度郡のうち - 15村(多度津・道福寺・庄・三井・堀江・東白方・青木・山階・奥白方・西白方・南鴨・北鴨・新町・葛原・碑殿村)